# Булл-Мус (тауншип, Миннесота)
Булл-Мус (англ. Bull Moose) — тауншип в округе Касс, Миннесота, США. На 2000 год его население составило 107 человек.

## География
По данным Бюро переписи населения США площадь тауншипа составляет 93,2 км², из которых 88,8 км² занимает суша, а 4,3 км² — вода (4,64 %).

## Демография
По данным переписи населения 2000 года здесь находились 107 человек, 38 домохозяйств и 31 семья. Плотность населения — 1,2 чел./км². На территории тауншипа расположено 54 постройки со средней плотностью 0,6 построек на один квадратный километр. Расовый состав населения: 100,00 % белых.
Из 38 домохозяйств в 39,5 % воспитывались дети до 18 лет, в 73,7 % проживали супружеские пары, в 2,6 % проживали незамужние женщины и в 15,8 % домохозяйств проживали несемейные люди. 13,2 % домохозяйств состояли из одного человека, при том 5,3 % из — одиноких пожилых людей старше 65 лет. Средний размер домохозяйства — 2,82, а семьи — 3,00 человека.
30,8 % населения — младше 18 лет, 10,3 % — в возрасте от 18 до 24 лет, 24,3 % — от 25 до 44, 23,4 % — от 45 до 64, и 11,2 % — старше 65 лет. Средний возраст — 34 года. На каждые 100 женщин приходилось 105,8 мужчин. На каждые 100 женщин старше 18 приходилось 111,4 мужчин.
Средний годовой доход домохозяйства составлял 31 563 доллара, а средний годовой доход семьи — 41 250 долларов. Средний доход мужчин — 16 250 долларов, в то время как у женщин — 13 250. Доход на душу населения составил 12 596 долларов. За чертой бедности находились 7,7 % семей и 9,8 % всего населения тауншипа, из которых 23,1 % старше 65 лет.